# Мануйлівка (Дніпро)
Мануйлівка (Попівка) — колишнє козацьке село, сучасний район у Амур-Нижньодніпровському районі міста Дніпра.

## Про село
На лівому березі Дніпра при річці Гнилокіш (у документах 1886 року також — болото Гнилокіть). Утворювало Мануйлівську волость Новомосковського повіту.
Головні вулиці:
- Мануйлівський проспект (колишня Шосейна вулиця, проспект Воронцова),
- Лугова вулиця,
- Ростовська вулиця,
- Слобожанський проспект (колишні Підгороднянський шлях й згодом Новомосковський шлях, проспект імені газети Правди),
- Вулиця Каруни (колишня Залізнична вулиця),
- Базарний майдан Мануйлівки.

## Історія
Уперше згадується 1744 року, коли козацьке займище заможного козака Мануйла почало обростати маєтками інших запорожців. Входила до Самарської паланки.
Після скасування 1775 року Запорозької Січі Катерина II віддала генерал-майору Василю Степановичу Попову (1743 або 1745—1822) 4500 десятин землі і слободу Мануйлівку, яку він перейменував на свою честь. Проте, в документах і надалі існувала народна назва «Мануйлівка». Попов був керівником канцелярії Потьомкіна з 1783 року.
У середині XIX сторіччя у Попівку було перенесено дерев'яний храм Покрови Пресвятої Богородиці з Фабрики, — західної частини Катеринослава.
Швидкий розвиток Мануйлівки у кінці 19 сторіччя пов'язаний із початком будівництва у 1871—1873 роках гілки на Катеринослав до сучасного зупинного пункту Амур Лозово-Севастопольської залізниці й продовженням залізничного руху через Дніпро на південний захід через двоярусний міст у 1884 році.
Свято-Покровський собор у Мануйлівці був побудований у 1874 році. Він був розташований біля стадіону Комінтерн за 9-ю міською лікарнею.
1886 рок у Мануйлівці налічувалось 1494 мешканці, 269 дворів, волосна управа, православна церква, школа, готель, лавка, ярмарок, дві лісові пристані на відстані 500 м і 3 км, залізнична станція на відстані 1,6 км.
1913 року в Катеринославському довіднику про Мануйлівку сказано: «Дещо нижче Нижньодніпровську знаходиться село Мануйлівка, колись минувший Запорізький Кіш. Село це, поступово забудовувалося, злилося з Нижньодніпровськом. У сучасний час тут близько 3000 душ. Через Мануйлівку прокладено земське шосе між Амуром й Новомосковськом».
Тут діяв філіал «Просвіти». Мешкали поет Іван Манжура та діяч ОУН Петро Корж.
Після радянської окупації України 1922 року село було перейменовано на Воронцівку на честь революціонера Петра Воронцова.
1933 року Свято-Покровський собор був зруйнований радянською владою більшовиків. Тепер УПЦ МП відбудувала тут новий храм на честь Серафіма Саровського